# Panama City Beach
Panama City Beach és una població dels Estats Units a l'estat de Florida. Segons el cens del 2000 tenia 7.671 habitants.

## Demografia
Segons el cens del 2000, Panama City Beach tenia 7.671 habitants, 3.529 habitatges, i 2.219 famílies. La densitat de població era de 426,8 habitants/km².
Dels 3.529 habitatges en un 19,5% hi vivien nens de menys de 18 anys, en un 53,4% hi vivien parelles casades, en un 6,9% dones solteres, i en un 37,1% no eren unitats familiars. En el 29,1% dels habitatges hi vivien persones soles el 10,5% de les quals corresponia a persones de 65 anys o més que vivien soles. El nombre mitjà de persones vivint en cada habitatge era de 2,17 i el nombre mitjà de persones que vivien en cada família era de 2,66.
Per edats la població es repartia de la següent manera: un 16,5% tenia menys de 18 anys, un 6,4% entre 18 i 24, un 28,1% entre 25 i 44, un 29% de 45 a 60 i un 20% 65 anys o més.
L'edat mediana era de 44 anys. Per cada 100 dones de 18 o més anys hi havia 98,7 homes.
La renda mediana per habitatge era de 41.198 $ i la renda mediana per família de 49.127 $. Els homes tenien una renda mediana de 32.459 $ mentre que les dones 22.358 $. La renda per capita de la població era de 26.734 $. Entorn del 2,2% de les famílies i el 5% de la població estaven per davall del llindar de pobresa.

## Poblacions més properes
El següent diagrama mostra les poblacions més properes.